# Mark Crear
Mark Crear (ur. 2 października 1968 w San Francisco) – amerykański lekkoatleta specjalizujący się w biegu na 110 m przez płotki.

## Osiągnięcia
- 3 zwycięstwa w Finale Grand Prix IAAF:
  - Monte Carlo 1995
  - Fukuoka 1997
  - Monachium 1999
- dwie trzecie lokaty w łącznej klasyfikacji punktowej wszystkich konkurencji cyklu Grand Prix (1995 i 1997)
- srebro igrzysk olimpijskich (Atlanta 1996)
- złoty medal Igrzysk Dobrej Woli (Nowy Jork 1998)
- brąz igrzysk olimpijskich (Sydney 2000)

## Rekordy życiowe
- bieg na 110 m przez płotki – 12,98 (1999) pierwszy wynik na listach światowych w 1999
- bieg na 50 m przez płotki – 6,41 (1995)
- bieg na 60 m przez płotki – 7,38 (1998)